# Lamivudin
Lamivudin, kurz 3TC, ist ein Arzneistoff zur Behandlung von HIV-1-infizierten Patienten im Rahmen einer antiretroviralen Therapie (HAART) und der chronischen Hepatitis-B-Infektion.
Es ist ein chemisches Analogon des Nukleosids Cytidin und zählt zur Gruppe der nukleosidischen Reverse-Transkriptase-Inhibitoren (NRTI).

## Geschichte
Lamivudin ist seit 1996 EU-weit unter dem Namen Epivir (Hersteller ViiV Healthcare) zugelassen zur Behandlung von HIV-Infektionen. In der 2004 zugelassenen Fixkombination Kivexa mit Abacavir ist es (Stand 2015) der zweithäufigste NRTI-Backbone einer HIV-Therapie nach Truvada (Tenofovir plus Emtricitabin).
Im Jahr 1999 erfolgte die Zulassung zur Behandlung der chronischen Hepatitis B (Handelsname Zeffix, Hersteller GlaxoSmithKline).

## Pharmakologie
Lamivudin wird intrazellulär in ein 5'-Triphosphat umgewandelt. So kann es, wie andere Nukleosid-Analoga, in die virale DNA eingebaut werden und führt zum Abbruch der DNA-Synthese.

## Pharmakokinetik
Die Bioverfügbarkeit von Lamivudin nach peroraler Gabe beträgt etwa 80 %. Die maximalen Serumkonzentrationen werden nach zirka 1 Stunde erreicht. Gleichzeitige Nahrungsaufnahme beeinflusst die Bioverfügbarkeit nicht signifikant. Das Verteilungsvolumen wird mit 1,3 l/kg Körpergewicht angegeben. Der Arzneistoff wird mit einer Halbwertzeit von 18 bis 19 Stunden überwiegend unverändert renal eliminiert. Die Bindung an Plasmaproteine ist gering. Bei renaler Insuffizienz (Clearance < 50 ml/min) ist eine Dosisreduktion angebracht.

## Nebenwirkungen
Nebenwirkungen, die möglicherweise im Zusammenhang mit der Behandlung auftreten, sind:
Häufig: Kopfschmerzen, Schlaflosigkeit, Husten, nasale Symptome, Übelkeit, Erbrechen, Bauchschmerzen, Durchfall, Hautausschlag, Alopezie, Arthralgien, Muskelbeschwerden, Müdigkeit, Unwohlsein, Fieber
Gelegentlich: Neutropenie, Anämie, Thrombozytopenie, vorübergehende Erhöhung der Leberenzyme
Selten: Pankreatitis, Erhöhung der Serumamylase, Hepatitis, Angioödem, Rhabdomyolyse
Sehr selten: Erythroblastopenie, Laktatazidose, Periphere Neuropathie

## Resistenzen
HI-Viren entwickeln bei Monotherapie relativ leicht Resistenzen gegen Lamivudin: Eine einzige Mutation im Erbgut (M184V oder M184I) genügt, um HIV gegen Lamivudin hochgradig resistent werden zu lassen. Daher muss Lamivudin zur HIV-Therapie grundsätzlich in Kombination mit mindestens einem anderen antiretroviralen Arzneistoffen gegeben werden.

## Darreichungsformen
Lamivudin wird peroral verabreicht: etwa in Form von Tabletten zu 100 mg, 150 mg oder 300 mg sowie einer Lösung zum Einnehmen. Ferner gibt es fixe Kombinationen mit anderen Virostatika.

## Synthese
Für die Herstellung von Lamivudin sind mehrere Synthesevarianten bekannt. Ein Syntheseweg startet mit der Umsetzung von Benzoyloxyacetaldehyd mit Mercaptoacetaldehyddimethylacetal, wobei die Oxathiolansubstruktur gebildet wird. Im zweiten Schritt erfolgt in einer nucleophilen Substitution die Umsetzung mit Cytosin. Nach einer sauren Hydrolyse wird das Racemat der Wirkstoffstruktur erhalten. Im letzten Schritt führt eine Racematspaltung zum gewünschten Stereoisomer.
Alternative Synthesen starten von Mercaptoweinsäure, Glyoxylsäure oder Mercaptoessigsäure.

## Physikalische Eigenschaften
Lamivudin zeigt ein ausgeprägtes polymorphes Verhalten. Es sind drei verschiedene polymorphe Formen bekannt, wobei bei zwei Formen jeweils eine Tief- und Hochtemperaturform beschrieben werden. Die drei Formen können mit einem unterschiedlichen Kristallhabitus durch Kristallisation aus verschiedenen Lösungsmitteln hergestellt werden. Die Form IL resultiert als lange Nadeln aus Lösungsmitteln wie Wasser, Methanol und 1,4-Dioxan, Form II als prismatische Kristalle aus Ethylacetat, Acetonitril, Isopropanol und Toluol und Form IIIL als feine Nadeln aus n-Heptan, 1-Butanol und Chloroform. Die thermodynamisch stabile und kommerziell verwendete Form II schmilzt bei 178,6 °C mit einer Schmelzenthalpie von 20,84 kJ·mol−1 bzw. 90,9 J·g−1. Form IL wandelt sich bei 117,5 °C mit einer Umwandlungsenthalpie von −4,49 kJ·mol−1 bzw. −19,6 J·g−1 in die Form IH um, die bei 178,2 °C mit einer Schmelzenthalpie von 25,20 kJ·mol−1 bzw. 109,9 J·g−1 schmilzt. Analog wird für die Form IIIL bei 114,3 °C mit einer Umwandlungsenthalpie von −3,19 kJ·mol−1 bzw. −13,9 J·g−1 eine Umwandlung in die Form IIIH beobachtet, die bei 173,8 °C mit einer Schmelzenthalpie von 10,02 kJ·mol−1 bzw. 43,7 J·g−1 schmilzt. Aus der Irreversibilität der Phasenübergänge von Form IL zu Form IH wie auch von Form IIIL zu Form IIIH kann auf ein monotropes Verhältnis zwischen den Formen geschlossen werden. Untersuchungen zur Löslichkeit und Lösungsenthalpie identifizieren die Form II als die thermodynamisch stabile Form bei Raumtemperatur. Alle fünf Spezies können anhand ihrer Pulverdiffraktogramme unterschieden werden.

## Handelsnamen
Monopräparate

3TC (CH), Epivir (EU), Zeffix (EU CH), Generika
Kombinationspräparate

- mit Abacavir: Kivexa (EU, CH), Generika
- mit Dolutegravir: Dovato (EU)
- mit Zidovudin: Combivir (EU, CH), Generika
- mit Abacavir und Zidovudin: Trizivir (EU, CH)
- mit Abacavir und Dolutegravir: Triumeq (EU)
- mit Doravirin und Tenofovirdisoproxil: Delstrigo (EU)